# 游擊隊村區
55°30′04″N 94°22′59″E / 55.50111°N 94.38306°E
游擊隊村區（俄语：Партизанский район），是俄羅斯的一個區，位於該國中部，由克拉斯諾亞爾斯克邊疆區負責管轄，始建於1924年4月4日，面積4,959平方公里，2010年人口10,254，人口密度每平方公里2.07人。